# Atlante Mediceo

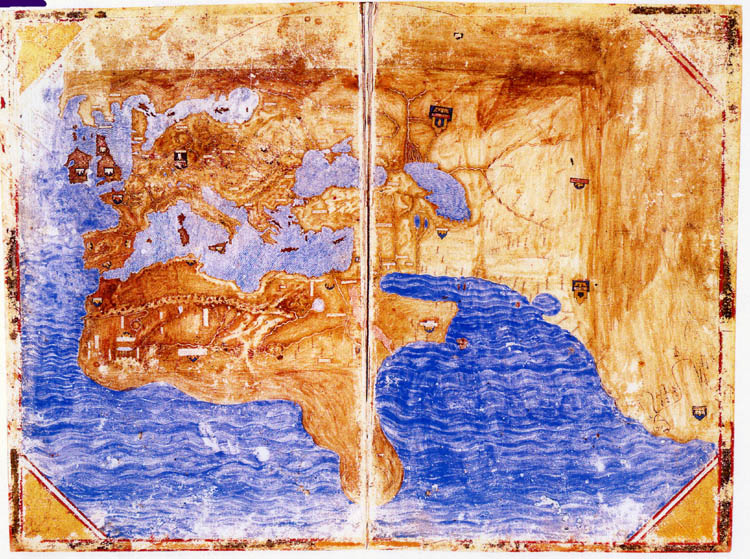
Mappamondo dell' Atlante Mediceo

L’Atlante Mediceo è un atlante portolanico anonimo costituito da otto carte geografiche rilegate insieme, risalente al XIII secolo, probabilmente redatto da un cartografo genovese ed espressamente datato al 1351, benché molti storici ritengano sia stato confezionato, o almeno modificato, in epoca successiva. L'Atlante è conservato presso la Biblioteca Medicea Laurenziana di Firenze.

## Storia
L'autore dell'Atlante mediceo è sconosciuto, si sa solo che era ligure, probabilmente Genovese, e si ritiene che potrebbe averlo composto per un committente fiorentino. L'Atlante è espressamente datato al 1351, ma gli studiosi ritengono che la data si riferisca solo alla parte che era oggetto dei normali portolani (centrati sul Mediterraneo) e che le aree a sud di Capo Bojador e ad est del Mar Caspio siano state disegnate successivamente, in un primo tempo verso il 1415 e poi ancora all'epoca dei viaggi degli esploratori portoghesi.
L'esistenza dell'Atlante Mediceo presso la Biblioteca Medicea Laurenziana (Gaddi. Rel. 9) fu annunciata e descritta da Theobald Fischer nel 1886.

## Contenuto
L'Atlante Mediceo si compone di otto fogli. Il primo foglio è un calendario astronomico, il secondo foglio contiene un tipico mappamondo, Il terzo, quarto e quinto foglio compongono un tipico portolano trecentesco raffigurante l'Europa, l'Africa settentrionale, il Mediterraneo e il Mar Nero, il sesto, settimo e ottavo foglio sono altrettante carte specifiche del Mar Egeo, del Mare Adriatico e del mar Caspio.

### Mappamondo
Il secondo foglio, ovvero il mappamondo detto Portolano laurenziano-gaddiano, è quello che ha attratto maggiormente l'attenzione degli studiosi: se la data indicata del 1351 fosse vera, si tratterebbe della più antica carta geografica pervenutaci redatta tenendo conto delle relazioni di viaggio di Marco Polo e Ibn Battuta. Essa raffigura l'Asia fino all'India, indicando località come il Sultanato di Delhi, e altri, con una certa precisione. Inoltre, l'Atlante rappresenta il Caspio come un mare chiuso, fatto insolito per le carte dell'epoca.

### Africa
Fra gli aspetti più sorprendenti è la descrizione della forma dell'Africa: l'Atlante Mediceo disegna la curva del golfo di Guinea e raffigura la punta meridionale dell'Africa. La probabile spiegazione della "curva della Guinea" è la leggenda del cosiddetto Sinus Aethiopicus, il racconto di un golfo che si sarebbe aperto più a sud di Capo Bojador e che si diceva entrasse profondamente nel continente africano. Questo è descritto nel racconto di viaggio fantastico Libro del conocimiento (forse risalente al 1350) e si trova anche nel mappamondo di Albertino de Virga (1415), ben prima che fosse scoperto dagli esploratori portoghesi.
Quanto all'estensione verso sud della costa orientale dell'Africa, inconsueta per le carte europee, essa fu probabilmente tratta da fonti arabe, che conoscevano i traffici commerciali lungo la costa del sultanato di Kilwa, già convertito all'Islam, fino a Sofala.
L'Atlante Mediceo reca l'indicazione del leggendario "Fiume dell'Oro", il "Nilo occidentale" delle fonti arabe, cioè il Senegal, che si credeva fosse collegato al fiume Niger, che scorreva attraverso l'Impero Mali, grande produttore di oro. È lo stesso fiume chiamato Palolus nella carta dei Pizzigani. Se si ritiene che l'Atlante Mediceo sia precedente alla carta dei Pizzigani, allora si tratta della prima cartina europea che indichi questo importante fiume.

### Isole dell'Oceano Atlantico
L'Atlante Mediceo è inoltre importante per la storia delle isole dell'Oceano Atlantico. È probabilmente la prima carta a riportare i risultati della spedizione del 1341 alle isole Canarie, finanziata dal re Alfonso IV del Portogallo e guidata dal fiorentino Angiolino del Tegghia de Corbizzi e dal genovese Nicoloso da Recco. Si dice che la spedizione abbia visitato tredici isole dell'arcipelago (sette maggiori e sei minori). L'Atlante Mediceo mostra molte delle maggiori Canarie, disegnate con precisione (anche se non tutte indicate col nome), migliorando nettamente rispetto alle due isole rappresentate nella carta di Angelino Dulcert del 1339.
L'Atlante Mediceo mostra anche per la prima volta, e quasi nella posizione corretta, l'arcipelago di Madeira, con i nomi moderni: Porto sto (Porto Santo), I. de lo Legname (Madeira, madeira in portoghese significa "legname") e I dexerta (Desertas).  L'arcipelago di Madeira non fu ufficialmente scoperto dai Portoghesi fino al 1419, tuttavia, questi stessi nomi sono usati nel Libro del Conoscimiento, un racconto di viaggio fantastico di anonimo castigliano della metà del Trecento
L'Atlante Mediceo sembra infine indicare la posizione delle Azzorre, e sarebbe il primo a farlo  Esse sono rappresentate a nordovest dell'arcipelago di Madeira, allineate lungo un asse nord-sud, anziché essere disposte diagonalmente da nordovest a sudest. Non tutte le isole hanno un nome singolarmente, ma per gruppi: a sud sono indicate le insule de Cabrera ("isole delle capre", che comprendono due isole, che sembrano essere Santa Maria e São Miguel); più a nord c'è la Insula Brasi ("isola della brace" (vulcanica?) o dell'"albero brasile"), entrambe le quali puntano verso Terceira, e poi, appena più a ovest di questa, un gruppo chiamato insule de Ventura Sive de Columbis ("isole di ventura o dei colombi", tre isole, probabilmente São Jorge, Faial e Pico), e infine, ancora più a settentrione, è disegnato un gruppo di isole chiamate insule de Corvis Marinis ('isole dei corvi marini', Corvo e Flores). Solo Graciosa sembra mancare.
Le Azzorre appaiono con questi nomi anche in due carte maiorchine, l' Atlante Catalano del 1375 e la carta di Guillem Soler del 1385; ed anche il Libro del Conoscimiento le menziona con piccole varianti
. Tuttavia l'arcipelago fu ufficialmente scoperto solo nel 1427-31.